# Algerijnse boomklever
De Algerijnse boomklever (Sitta ledanti) is een oscine zangvogel die endemisch is in Kabylië, een landstreek in Algerije waar hij broedt in gemengde bergbossen van onder ander eiken en ceders. De vogel werd in 1973 ontdekt en in 1976 door de Franse vogelkundige Jacques Vielliard (1944-2010) beschreven.

## Kenmerken
De Algerijnse boomklever lijkt wat op de boomklever, hij is kleiner (11,5-12,5 cm) dan de gewone boomklever (12-14,5 cm), heeft een kortere snavel, een kleine kop met een duidelijke zwarte oogstreep, daarboven een smalle witte wenkbrauwstreep en vervolgens een grijze kruin. De Algerijnse boomklever verschilt nauwelijks van de Corsicaanse boomklever. Het mannetje van de Corsicaanse boomklever is zwart op de kruin en is wat lichter gekleurd op de buik.

## Verspreiding en leefgebied
De vogel komt voor in bergbossen rond te toppen van de djebel Babor, in de nationale parken Djurdjura en Taza in de landstreek Kabylië in Algerije.

## Status
Het leefgebied van de Algerijnse boomklever in deze bergbossen wordt bedreigd door bosbranden, overbegrazing en de aanleg van wegen en toeristische voorzieningen. De vogel staat daarom sinds 1988 als bedreigd op de internationale rode lijst.